# سيدة المسبحة الوردية (لوحة)

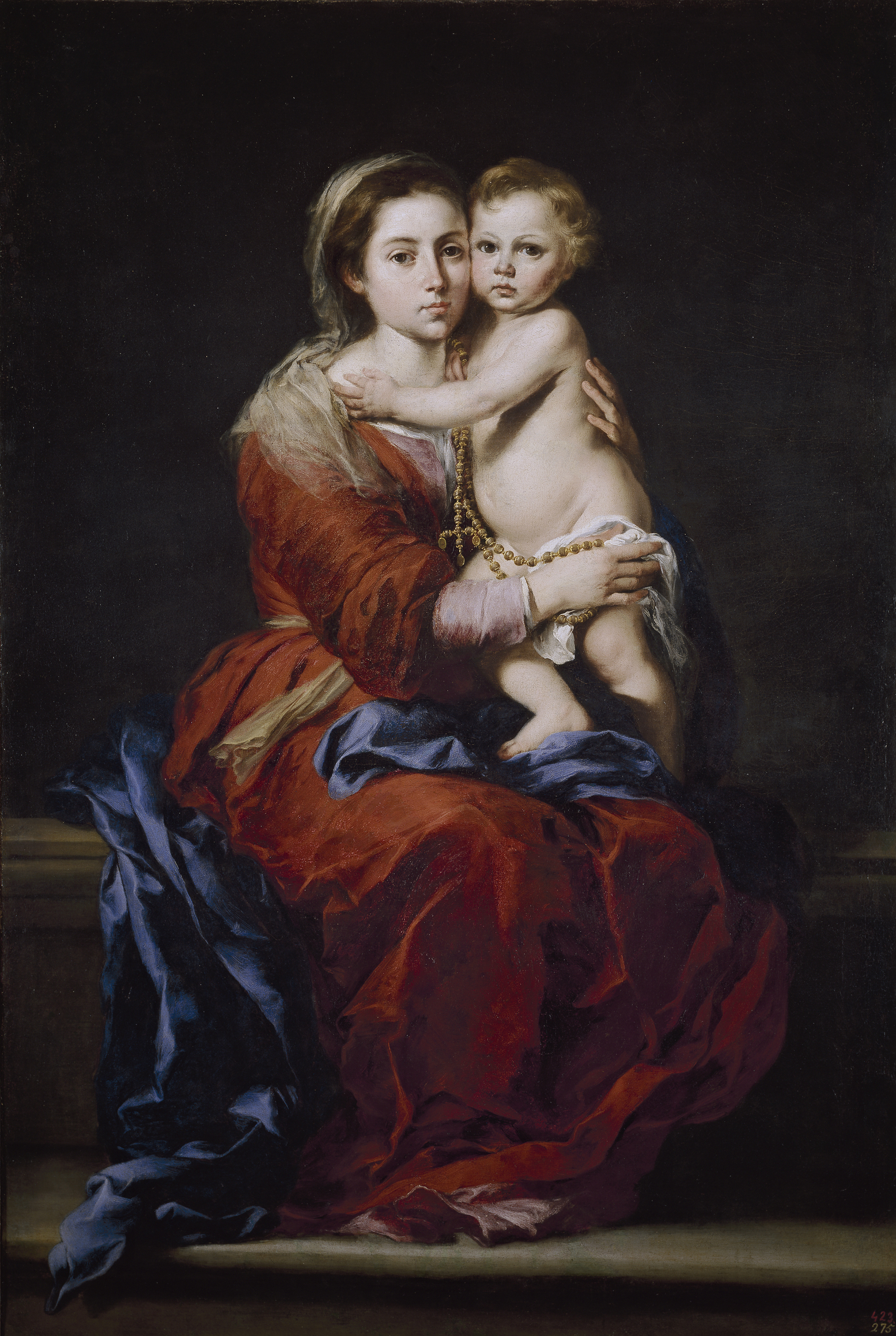

سيدة المسبحة الوردية (الإنجليزية: Our Lady of the Rosary) هي لوحة زيتية على قماش للسيدة مريم بريشة الفنان بارتولومه إستبان موريو، رُسمت حوالي عامي 1650 وو1655. كانت معروضة سابقًا في دير الإسكوريال  وقصر مدريد الملكي، وهي الآن معروضة في  متحف برادو  بمدريد.